# Jean Daniel Sénat
Pour les articles homonymes, voir Sénat (homonymie).
Jean Daniel Sénat est un journaliste haïtien, né le 23 novembre 1991. Il assure la couverture de différents sujets d'actualités ayant rapport avec la politique, la sécurité, les catastrophes naturelles, les épidémies, etc.

## Biographie
Jean Daniel Sénat est un journaliste haïtien né dans la commune de Torbeck le 23 novembre 1991. Il a réalisé ses études classiques dans la commune d'Arniquet où il a passé une grande partie de son enfance. Attiré par le métier de journaliste, Jean Daniel Sénat se rend à Port-au-Prince pour effectuer des études en communication sociale à la Faculté des Sciences humaines (FASCH) de l’Université d'État d'Haïti (UEH).
Depuis 2014, Jean Daniel Sénat rejoint, en tant que journaliste, la grande équipe du quotidien Le Nouvelliste et ainsi que la radio Magik9 (100.9), comme présentateur de la matinale « Panel Magik ». Après le déplacement vers l’étranger de son collègue Roberson Alphonse, victime de tentative d’assassinat en octobre 2022, il assure la coordination de la Section Actualité nationale à Le Nouvelliste. À la radio Magik9, il dirige également la salle des nouvelles et coordonne la matinale “Panel Magik”, après le déplacement de son collègue Robenson Geffrard, poursuivant des études à l’étranger. Depuis 2023 il est responsable de la section nationale du quotidien Le Nouvelliste et gère la salle de nouvelle de Magik9.
En 2020, Jean Daniel Sénat figure parmi les lauréats du concours organisé par Urbayiti, programme lancé par l’État haïtien et soutenu par l’Union Européenne (UE), autour du thème : « La ville face aux défis d’aujourd’hui et de demain ». C’était un concours de reportages réalisées entre des journalistes de différents médias du pays. En 2022, il s’est rangé au rang des journalistes distingués par le groupe Le Nouvelliste, pour la passion et qualité dont il fait montre dans l’exercice de sa profession.
À côté de sa carrière de journaliste, Jean Daniel Sénat est très impliqué au niveau social dans la commune de son enfance, Arniquet.

## Collaboration avec des médias internationaux
Depuis quelques années, Jean Daniel Sénat collabore avec plusieurs médias internationaux autour de différents sujets d’actualités en Haïti. Parmi ces médias, citons Le Devoir, Journal de Montréal, Radio Canada, TVA Nouvelles, Noovo Info, AFP.
Lors de l'Assassinat de Jovenel Moïse le 7 juillet 2021, il a assuré la couverture médiatique de cet évènement tragique pour Le Nouvelliste en Haïti et pour des médias internationaux tels que Noovo Info et TVA Nouvelles au Canada.